# 蓮美
蓮美（はすみ、1988年3月4日 - ）は、日本のAV女優。
大阪府出身。血液型:B型。身長:165cm。スリーサイズ:B86(D)・W58・H86。

## 略歴
2008年9月にピュアネスプラネット専属女優としてAVデビュー。
2009年より専属を離れる。
その後、所属事務所をアーティカルに移籍し「さくら」に改名。
＊「蓮美」(別名：鈴木ありさ→現名：大高頼子)は同名の別人。

## 出演作品

### アダルトビデオ

#### 蓮美 名義
2008年
- AVデビュー （9月4日、ピュアネスプラネット）
- スポコス （10月9日、ピュアネスプラネット）
- 失禁アクメ拘束 （11月6日、ピュアネスプラネット）
- ダメ出しSEX調教 （12月4日、ピュアネスプラネット）

2009年
- （初）中出しソープ （1月1日、ピュアネスプラネット）
- Tokyo流儀 79 （4月1日、プレステージ）
- ザ・ギャルナン 10 （4月16日、グローリークエスト）…オムニバス作品 他出演:蒼木ゆきな、愛那梨華 ほか
- オンナがその気になったら 06 （6月20日、プレステージ）
- ニーハイブーツしか見たくない! 4時間 （6月26日、TMA）…オムニバス作品 他出演:愛川香織、篠原リョウ、明佐奈、凛音涼子、水嶋りこ、水原サヤカ ほか
- しつこく舐めまくりながらハメる素人 （7月10日、アップス）
- 長身黒ストッキング女子社員 2 （7月17日、GLAY'z）…オムニバス作品 他出演:水原サヤカ、明佐奈、凛音涼子
- ピタパンOLしか見たくない! 4時間 （8月21日、TMA）…オムニバス作品 他出演:石川鈴華、市川よしの、一ノ瀬あきら、木の実リサ、南しずか、諸星セイラ、原小雪
- スゴ〜く! 制服の似合う素敵な娘 （8月25日、オーロラプロジェクト） ※「はすみ」名義
- Cat Suit MANIAX （10月2日、TMA）…オムニバス作品 他出演:石川鈴華、市川よしの、木の実リサ、諸星セイラ、原小雪
- 美形限定素人ギャル!! ベロチュー手コキしてくれませんか? VOL.04 （11月5日、GARCON）…オムニバス作品 他出演:沙希 ほか

#### さくら 名義
2009年
- 絶対に感じてはイケない温泉旅館 声ダメ24時間耐久アクメ （10月22日、SODクリエイト）…共演:みずほゆき、辻本りょう
- 極上素人おもいっきり生電マ 2 （11月5日、ナチュラルハイ）…オムニバス作品 他出演:森谷みう、朝比奈るい ほか

## テレビ出演
- エロ生☆パラダイス （GyaOジョッキー、2008年9月30日放送分）